# Manuel Racedo
Manuel Martín Racedo (Olavarría, Buenos Aires, 14 de junio de 1873 - París, Francia, 25 de noviembre de 1945) fue un médico argentino, 13° gobernador del Territorio Nacional de Formosa, entre los años 1928 y 1929.

## Biografía
Martín Racedo nació en Olavarría, Provincia de Buenos Aires, un 14 de junio de 1873, fruto de la unión de Arturo Manuel Racedo, y su esposa Juana García Yegros de Racedo. Quinto de siete hermanos, Arturo y Juan (1868), Ivan (1870), Lucas Germán (1872), Martín Manuel (1873), y las gemelas María y Mercedes(1877). 
Inició sus estudios en Córdoba, a los once años. A los 17 años, se recibe de médico y luego más tarde en 1895, a los 22 años, de abogado. A los 27 años, en 1901 conoce la política y en 1903, se afilia al partido Unión Cívica Radical. En 1910 conoce al futuro presidente Hipólito Yrigoyen, con quien mantiene lazos de amistad, hasta su muerte en 1933. Esto fue clave debido a su amistad en el año 1928 fue nombrado gobernador del Territorio Nacional de Formosa por Yrigoyen. Desde allí emprende un plan para utilizar a los aborígenes como braceros a costos muy bajos y junto a las tropas del ejército enviadas por el presidente Hipólito Yrigoyen, llevara a cabo una campaña de exterminio reduciendo a su mínima expresión a las poblaciones autóctonas para lograr mayor disponibilidad de tierras en el cultivo de algodón. Durante la campaña fueron asesinados  ancianos, mujeres y niños, descuartizados, produciéndose centenares de muertos y desaparecidos. Las represión no solo abarcó a pueblos aborígenes sino que se extendió a pequeños productores rurales del interior provincial y a colonias agrícolas ya establecidas. Aproximadamente 182.878 hectáreas serían otorgadas en comodato gratuito a grandes empresarios y allegados a la facción política radical local, entre ellas 32.102 hectáreas al empresario irlandés/argentino Leonardo Mac Lean, 107.203 hectáreas serían repartidas entre los legisladores Julián Duprat, Joaquín Otero y Atilio Barneix, y las restantes subastadas para financiar las deudas de la campaña militar, junto con 631.000 libras esterlinas pedidas en préstamo a Londres, origen del inicio de la deuda provincial
En 1928 ordenó el reclutamiento de la fuerza de trabajo, conocido como La leva de
los algodoneros que quedaron bajo la égida del Ejército y sometidos a disciplina militar. La leva masiva de jóvenes en edad laboral ahogo a los pequeños productores rurales forzados por el ejército a trabajar en grandes propiedades algodoneras, resultando en la pérdida total de sus propias cosechas y animales. En 1943 contrae diabetes, del cual muere 2 años más tarde, en París (Francia).